# 超岸寺
超岸禅寺是中国江苏省镇江市的一座佛寺，位于城西西津渡古街西端新河路60号。该寺创建于元代，原名玉山报恩寺，所在的玉山当时与金山同为长江中小岛。清代玉山成为陆地，该寺为江岸水路交通冲要，改名为超岸禅寺，取“超度众生，共登彼岸”之意。该寺为过江船民祈求平安的道场，为金山江天禅寺下院。1853年太平天国战争期间，该寺毁于战火，1891年以后重建。2007年3月28日，镇江市革命历史博物馆搬出超岸寺。至2010年，该寺重建了天王殿、大雄宝殿、藏经楼、偏殿等建筑。
超岸寺被列为镇江市文物保护单位。